# 和平镇 (泰来县)
和平镇，是中华人民共和国黑龙江省齐齐哈尔市泰来县下辖的一个乡镇级行政单位。

## 行政区划
和平镇下辖以下地区：
街道社区、长青村、英山村、宏丰村、仁合村、联合村、同合村、团结村、宏升村、代克村、和平村、太平村和建设村。